# Papillon du micocoulier
Asterocampa celtis
Espèce
Le Papillon du micocoulier (Asterocampa celtis)  est un insecte lépidoptère de la famille des Nymphalidae, de la sous-famille des Apaturinae et du genre Asterocampa.

## Dénomination
Asterocampa celtis a été nommé par Jean-Baptiste Alphonse Dechauffour de Boisduval et John Eatton Le Conte en 1835.
Synonymes :Apatura celtis Boisduval & Le Conte, [1835]; Doxocopa celtis ; Godman & Salvin, [1901]; Chlorippe celtis ; Dyar, 1903.

### Noms vernaculaires
Asterocampa celtis se nomme Hackberry Butterfly  en anglais, la sous-espèce  Asterocampa celtis celtis Eastern Hackberry Butterfly, la sous-espèce Asterocampa celtis antonia  Empress Antonia  ou Western Hackberry Butterlfy  et la sous-espèce Asterocampa celtis reinthali Florida Hackberry Butterfly.

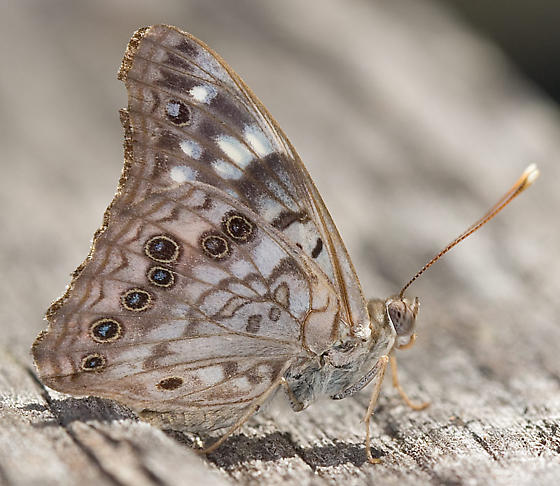
revers

### Sous-espèces
- Asterocampa celtis celtis;
- Asterocampa celtis alicia (Edwards, 1868)
- Asterocampa celtis antonia (Edwards, 1877)
- Asterocampa celtis reinthali Friedlander, 1987[1].

## Description
Le Papillon du micocoulier est un papillon de couleur fauve, aux ailes antérieures concaves et de taille moyenne avec une envergure variant de 35 à 63 mm. Les antérieures sont fauves tachées de blanc et les postérieures plus jaune avec une ligne submarginale de gros points marron.
Le revers est marbré de beige nacré avec une ligne submarginale de gros ocelles aux postérieures, dont l'un est décalé, ocelles bleutés cernés de jaune puis d'une fine ligne marron. Aux antérieures il y a que trois ocelles,

### Chenille
Le chenille est verte ornée de lignes jaunes avec deux cornes jaunes sur la tête et deux courtes queues.

## Biologie
Il vole en deux générations, entre mai et octobre.
Il hiverne au stade de chenille dans des feuilles mortes.

### Plantes hôtes
Les plantes hôtes sont des Celtis, Celtis occidentalis, Celtis laevigata et Celtis tenuifolia,,.

## Écologie et distribution
Il est présent dans le sud du Canada dans la vallée du fleuve Saint-Laurent et le sud de l'Ontario et dans tout l'est, le centre et le sud-ouest des USA (il est absent du nord-ouest) Il est aussi présent dans le nord du Mexique.

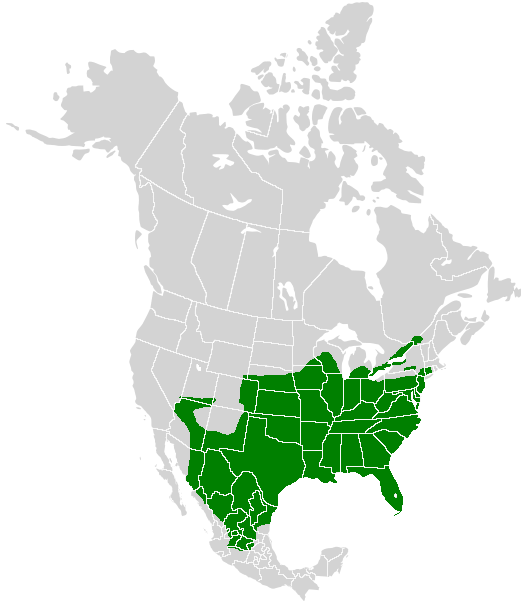
carte de localisation

### Biotope
Il réside en lisière des forêts, en bordure des routes, le long des berges des rivières.

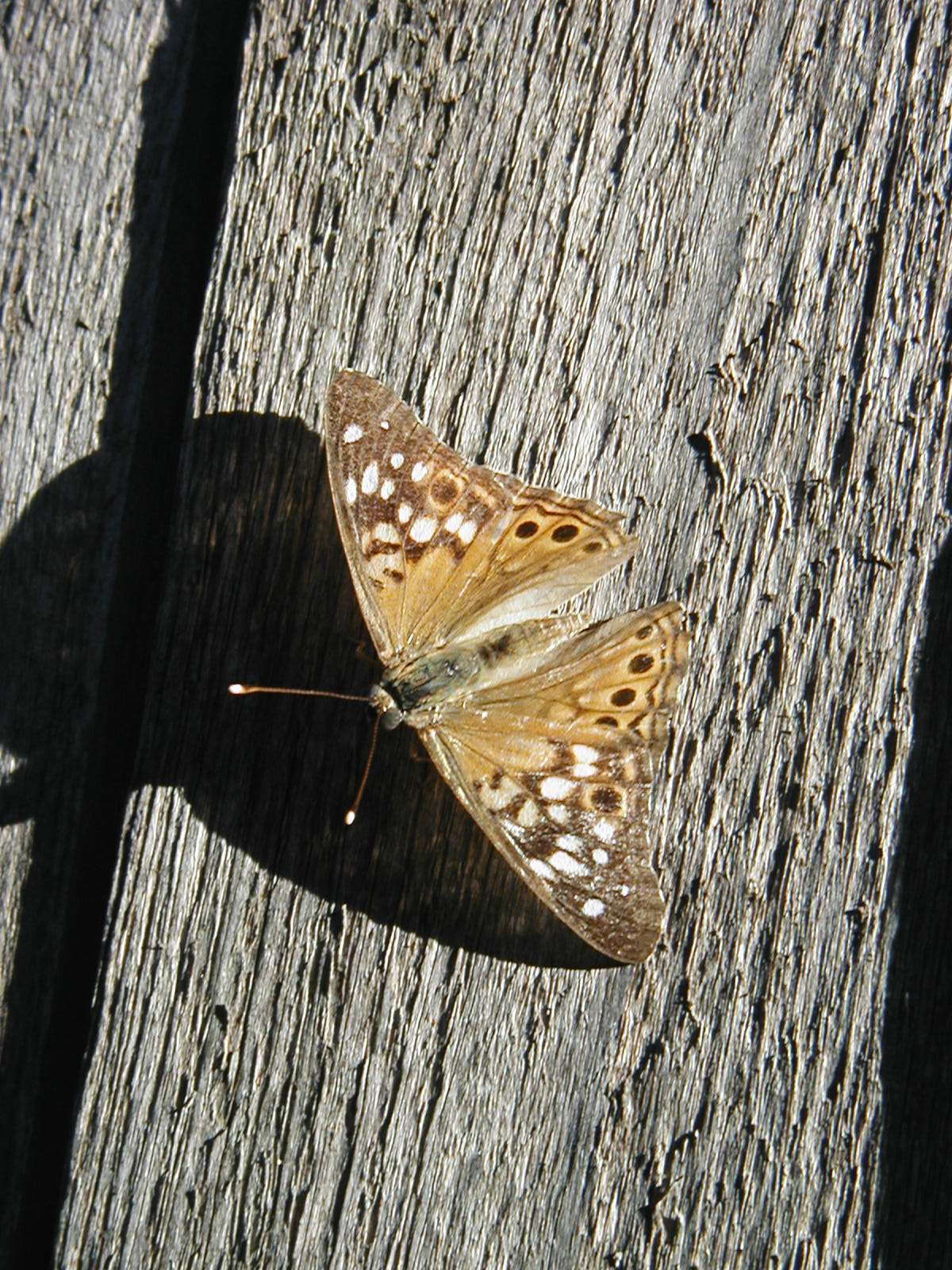
Papillon du micocoulier

## Protection
Pas de statut de protection particulier.